# Banco Porto-Alegrense
Banco Porto-Alegrense foi um banco comercial brasileiro, fundado em março de 1916.
Surgiu através de uma reforma dos estatutos da Caixa dos Funcionários Públicos, surgida em 1905., que havia crescido rapidamente. Em 1918, obteve do governo federal autorização para estabelecer uma seção de depósitos populares, no feitio de caixa econômica. Em 1921, o banco incorporou a Companhia Rio Grandense de Armazéns Gerais, podendo, conforme decreto de 1903, emitir Conhecimentos de Depósitos e Warrants, títulos de crédito que ampliaram a atuação da instituição em prol da dinamização do comércio.
Na década de 1960, após tornar-se praticamente em um banco familiar, passou a integrar o Bradesco, possuía a matriz e duas agências.